# Lipovăț
Lipovăț es una comuna ubicada en el distrito de Vaslui, Rumania.

## Superficie
Posee una superficie de 71,44 kilómetros cuadrados.

## Demografía
Hasta 2021 la población era de 4024 habitantes, con una densidad de población de 56,33 habitantes por kilómetro cuadrado.